# 입석초등학교 (경남)
입석초등학교는 대한민국 경상남도 산청군 단성면 호암로264번길 19-3 (입석리)에 있었던 초등학교이다.

## 연혁
- 1946년 9월 20일 입석공립국민학교 개교
- 1984년 6월 18일 병설유치원 개원
- 1988년 3월 1일 운리분교장 편입
- 1993년 3월 1일 운리분교장 통폐합
- 1996년 3월 1일 입석초등학교로 개칭
- 1999년 2월 2일 제48회 졸업식(총 2146명)
- 1999년 9월 1일 단성초등학교로 통폐합